# Cuzy
Cuzy és un municipi francès, situat al departament de Saona i Loira i a la regió de Borgonya - Franc Comtat. L'any 2007 tenia 137 habitants.

## Demografia

### Població
El 2007 la població de fet de Cuzy era de 137 persones. Hi havia 60 famílies, de les quals 20 eren unipersonals (16 homes vivint sols i 4 dones vivint soles), 12 parelles sense fills, 20 parelles amb fills i 8 famílies monoparentals amb fills.
La població ha evolucionat segons el següent gràfic:
Habitants censats

### Habitatges
El 2007 hi havia 86 habitatges, 61 eren l'habitatge principal de la família, 11 eren segones residències i 14 estaven desocupats. 81 eren cases i 5 eren apartaments. Dels 61 habitatges principals, 40 estaven ocupats pels seus propietaris, 15 estaven llogats i ocupats pels llogaters i 6 estaven cedits a títol gratuït; 4 tenien dues cambres, 10 en tenien tres, 19 en tenien quatre i 28 en tenien cinc o més. 42 habitatges disposaven pel capbaix d'una plaça de pàrquing. A 32 habitatges hi havia un automòbil i a 25 n'hi havia dos o més.

### Piràmide de població
La piràmide de població per edats i sexe el 2009 era:
| Homes | Edats   | Dones |
| ----- | ------- | ----- |
| 0     | 95 o +  | 0     |
| 0     | 90 a 94 | 0     |
| 0     | 85 a 89 | 4     |
| 0     | 80 a 84 | 0     |
| 4     | 75 a 79 | 0     |
| 8     | 70 a 74 | 0     |
| 8     | 65 a 69 | 4     |
| 4     | 60 a 64 | 4     |
| 8     | 55 a 59 | 0     |
| 0     | 50 a 54 | 4     |
| 8     | 45 a 49 | 4     |
| 8     | 40 a 44 | 8     |
| 4     | 35 a 39 | 0     |
| 4     | 30 a 34 | 4     |
| 4     | 25 a 29 | 0     |
| 0     | 20 a 24 | 4     |
| 12    | 15 a 19 | 4     |
| 4     | 10 a 14 | 4     |
| 4     | 5 a 9   | 0     |
| 4     | 0 a 4   | 0     |

## Economia
El 2007 la població en edat de treballar era de 86 persones, 61 eren actives i 25 eren inactives. De les 61 persones actives 60 estaven ocupades (38 homes i 22 dones) i 1 aturada (1 home). De les 25 persones inactives 8 estaven jubilades, 5 estaven estudiant i 12 estaven classificades com a «altres inactius».

### Ingressos
El 2009 a Cuzy hi havia 63 unitats fiscals que integraven 146 persones, la mediana anual d'ingressos fiscals per persona era de 14.225 €.

### Activitats econòmiques
Dels 8 establiments que hi havia el 2007, 1 era d'una empresa de fabricació d'altres productes industrials, 3 d'empreses de construcció, 1 d'una empresa de comerç i reparació d'automòbils, 2 d'empreses de serveis i 1 d'una entitat de l'administració pública.
Dels 3 establiments de servei als particulars que hi havia el 2009, 1 era un taller de reparació d'automòbils i de material agrícola i 2 guixaires pintors.
L'any 2000 a Cuzy hi havia 23 explotacions agrícoles que ocupaven un total de 1.936 hectàrees.

## Poblacions més properes
El següent diagrama mostra les poblacions més properes.